# 魯興俊
魯 興俊（ノ・フンジュン、朝鮮語: 노흥준、1945年1月27日 - 2015年12月1日）は、大韓民国の政治家。第13代韓国国会議員。
本貫は江華魯氏。キリスト教徒。

## 経歴
京城府（現・ソウル特別市）出身。釜山高等学校、漢陽大学校卒。ソウル大学校行政大学院、ジョージ・ワシントン大学大学院修了。韓国政治思想研究院理事長、第13代国会財務委員、社会福祉法人未来ナラ財団理事長、ソウル市乗馬協会副会長、統一民主党総裁特別補佐役、民自党科技特委委員を務めた。オックスフォード大学マンチェスターカレッジ終身名誉教授。
2015年12月1日、持病により死去。享年70。